# Atherigona bowdeni
Atherigona bowdeni är en tvåvingeart som beskrevs av Dike 1987. Atherigona bowdeni ingår i släktet Atherigona och familjen husflugor.
Artens utbredningsområde är Uganda. Inga underarter finns listade i Catalogue of Life.